# HD 130227
HD 130227，又名CP-56 6441，SAO 242026、HR 5515，是一颗恒星，视星等为6.23，位于銀經318.61，銀緯2.58，其B1900.0坐标为赤經14h 41m 47.6s，赤緯-56° 2.58′ 47″。